# Mara Barrio 18
Barrio 18, también conocida como Pandilla 18, Big Barrio 18, Mara 18, El Barrio 18, Calle 18, (no confundir con "La Mara Salvatrucha") o simplemente La 18 en Centroamérica, fue una organización terrorista criminal transnacional multiétnica (principalmente centroamericana y mexicana) que comenzó como una pandilla callejera en Los Ángeles, Estados Unidos. Fue una de las pandillas criminales transnacionales más grandes de Los Ángeles, con 30,000 a 50,000 miembros en 20 estados de los Estados Unidos, y también aliada con la mafia mexicana. Como se menciona en el Informe del Departamento de Justicia sobre la calle 18 y la MS-13, "estas dos pandillas convirtieron el triángulo norte de Centroamérica en el área con la tasa de homicidios más alta del mundo".

## Historia
La pandilla Calle 18 comenzó cerca de la calle 18 y la avenida Union en el Distrito Rampart de Los Ángeles.  Hay información contradictoria sobre el área exacta, pero esta es un área generalmente aceptada por la mayoría de las fuentes académicas y por los propios miembros. Originalmente formaban parte de Clanton 14, pero querían formar una "camarilla" separada llamada Clanton 18th Street y permitir a los inmigrantes la oportunidad de unirse. Esta propuesta fue rechazada por el Clanton 14, lo que condujo a la formación de la pandilla de la calle 18. Las dos pandillas han sido rivales acérrimos desde entonces.
La pandilla de la Calle 18 creció al expandir su membresía a otras nacionalidades, fue una de las primeras pandillas multiétnicas en Los Ángeles, esto debido a que los Clanton 14 eran por lo general solo mexicanos o hijos de mexicanos.  Al principio, estaban compuestos principalmente por mexicanos. Hay aproximadamente 200 pandillas autónomas individuales separadas que operan bajo el mismo nombre en barrios separados en el Valle de San Fernando, el Valle de San Gabriel, South Bay, Riverside, East Los Ángeles, South Los Ángeles, Downtown Los Ángeles, Pico Union, Inglewood, Lynwood, South Gate, Huntington Park, Maywood, Long Beach, Condado de Orange y Westside en Los Ángeles, según las últimas cifras de la NDIC.  A principios de la década de 2000, FBI inició redadas a gran escala contra miembros de pandillas conocidos y sospechosos, generando cientos de arrestos en todo el país. 
Su crecimiento en siglo XXI en Estados Unidos ya no solo es en California, sino en múltiples estados en los Estados Unidos, como también Canadá y México, también otros países de habla hispana como España, mostrando cómo ha intentado volverse una organización criminal mundial.
Tras la pandemia y con la llegada al poder del presidente Nayib Bukele, esta banda criminal tuvo un abrupto declive, con miles de sus miembros detenidos o expulsados del país.

(...) las cifras oficiales del Gobierno hablan de 65.000 detenciones de supuestos pandilleros durante un año, por la acción de miles de militares y policías que fueron sacados a las calles. Cuando se implementó la política, las autodidades cifraban en 70.000 los integrantes de La Mara Salvatrucha y Barrio 18, entre otras pandillas.
Diario La Razón

### América Central
Aunque comenzó como una pandilla mexicana, la 18 rápidamente se convirtió principalmente en centroamericana, ya que otras pandillas latinoamericanas tenían códigos de pureza nacional pero comenzó a reclutar más miembros de otros grupos étnicos con el tiempo la banda se volvió con una amplia mayoría de inmigrantes meramente centroamericanos. Cuando los pandilleros centroamericanos fueron arrestados en los Estados Unidos, luego fueron deportados de regreso a Centroamérica, donde la pandilla perdió el control en diferentes niveles de violencia no solo en El Salvador, sino también en Honduras y Guatemala, convirtiéndose en uno de las pandillas más violentas de Centroamérica. La 18 cambió ya que tomaron características de vestimenta marera alejándose de la estética chicana luego se convirtió en un amargo rival de MS-13 ya que ambas pandillas querían el primer lugar en América Central. Los miembros de la calle 18 son principalmente salvadoreños, guatemaltecos y hondureños, pero la pandilla tiene miembros de otras partes de América Central como también Caribe como cubanos, dominicanos y puertorriqueños. Las influencias de 18th Street también se han visto recientemente en Belice.
En El Salvador, una facción llamada "Revolucionarios" ("Revolucionarios") se separó de la calle 18 en 2005, convirtiéndose en rivales con los miembros restantes, que llegaron a ser conocidos como parte de los "Sureños".

## Ubicación
La mayoría de los miembros de Calle 18 operan en todo el sur de California, pero también están activas en otros estados e internacionalmente. Los miembros de Los Ángeles comenzaron a migrar a otras áreas fuera de América y comenzaron a establecer sus propias camarillas. Se han identificado camarillas de la 18 en 120 ciudades en 37 estados y el Distrito de Columbia en los Estados Unidos, así como supuestamente además  España, Australia, Canadá, Inglaterra, Francia, Alemania, Líbano, México, Guatemala, Honduras y El Salvador.

## Cultura
Los pandilleros de la Calle 18  deben cumplir con un estricto conjunto de reglas. No obedecer la palabra del líder de una pandilla, o no mostrar el debido respeto a un miembro de la pandilla, puede resultar en una golpiza de 18 segundos, o incluso la ejecución por delitos más graves. Según el FBI, algunas facciones de la pandilla de la calle 18 han desarrollado un alto nivel de sofisticación y organización. Los miembros de la pandilla 18 a menudo se identifican con el número 18 en su ropa y ropa deportiva de equipos deportivos como los Duke Blue Devils, Los Angeles Clippers, Los Angeles Angels, Los Angeles Chargers, Los Angeles Dodgers, Los Angeles Lakers y Oakland Raiders; aunque también en países centroamericanos usan uniformes de equipos de futbol de sus respectivos países. 18th Street usará los símbolos XV3, XVIII, X8, 99 (9 + 9 = 18) y 3 puntos en sus grafitis y tatuajes. Los colores de la calle 18 son azul y negro; el azul representa y rinde homenaje a la mafia mexicana, y el negro representa el color original de la pandilla. La pandilla de la calle 18 se conoce ocasionalmente como el "Ejército de los Niños" debido a su reclutamiento de jóvenes de primaria y secundaria. En El Salvador es común que los miembros de la pandilla se tatúen en la cara con un gran "18". En muchos casos, el tatuaje cubre toda la cara.

## La Tregua
Durante los años de gobierno de Mauricio Funes (primer presidente del partido FMLN) en el 2012 se empezaría a iniciar un plan de bajar la cifra de homicidios en El Salvador liderado por este mismo, El plan era hacer un pacto con varios líderes de las dos principales pandillas del país, Mara Salvatrucha y la misma Mara Barrio 18, dichos pactos fue un manojo de acuerdos entre los beneficios penitenciales solicitado por las pandillas y negocios e acuerdos.

## Actividad criminal

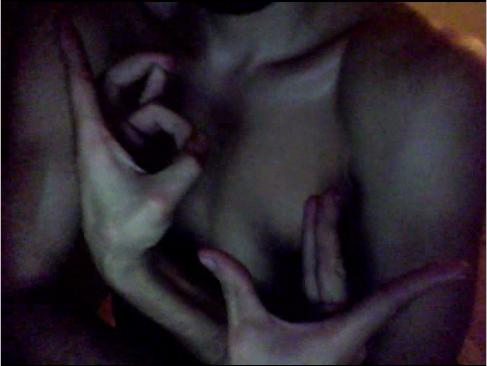
Señales de pandillas de la calle 18

"Los reconocemos como una de las pandillas callejeras más violentas y una de las más prolíficas en los Estados Unidos", dice el agente especial George Rodríguez, quien hasta su retiro supervisó las investigaciones de la Oficina Federal de Alcohol, Tabaco, Armas de Fuego y Explosivos. Los autos son robados y las casas son robadas por la pandilla de forma rutinaria. En promedio, alguien en el Condado de Los Ángeles es agredido o robado por 18th Streeters todos los días. La pandilla ha dejado un rastro sangriento a un ritmo tres veces mayor que el de muchas de las pandillas más activas de la ciudad. 18th Street es una pandilla bien establecida que participa en todas las áreas del crimen callejero. Varios miembros de pandillas de 18th Street han alcanzado un mayor nivel de sofisticación y organización en sus actividades ilícitas que otras pandillas. Si bien su principal fuente de ingresos es la distribución de drogas a nivel de calle, también se han relacionado con asesinatos, asaltos, incendios provocados, infracción de derechos de autor, extorsión, tráfico de personas, inmigración ilegal, secuestro, prostitución, robo y tráfico de armas, así como otros delitos  18th Street Gang también ha sido implicado en el secuestro y asesinato de alto perfil del hermano de 16 años del futbolista hondureño de renombre internacional Wilson Palacios .
En 1998, Catarino González fue sentenciado a cadena perpetua después de que un jurado lo condenó por asesinato en primer grado por disparar fatalmente al Oficial Filbert Cuesta en la parte posterior de la cabeza, mientras el oficial estaba sentado en una patrulla. En Kingston la policía arrestó y encarceló a varios jóvenes acusados de secuestrar a una víctima, llevarlo a bosques cercanos y asesinarlo. Fueron detenidos por cargos federales de asesinato y extorsión.
En el tiroteo en el metro de Queens de 2019, un miembro de la pandilla de la calle 18 fue asesinado a tiros por un miembro de la pandilla rival MS-13 .
El 21 de octubre de 2019 al menos seis personas fueron asesinadas a tiros y otras cuatro heridas. La policía informó que se trató de un ajuste de cuentas entre pandillas rivales mientras se realizaba un sepelio en el lugar.

## Decadencia
Durante el gobierno de Nayib Bukele en El Salvador, se ha visto una reacción del poder ejecutivo sobre las maras. En la televisión y videos en redes sociales se ve la humillación de miembros de las pandillas corriendo en ropa interior y apilados en forma hacinada en las cárceles. Los murales en la calles les ha sido borrados y la comunicación interna y externa les ha sido bloqueada. Las organizaciones de Derechos Humanos han recogido los lamentos y reclamos de los mareros y protestado sin lograr algún apoyo o resultado.

## Otras lecturas
- «El Salvador swoops on street gang». 13 de julio de 2006.
- Arana, Ana (2005). «Como las pandillas han dominado Centroamérica». Foreign Affairs 84 (3): 98-110. doi:10.2307/20034353.